# Palestyna

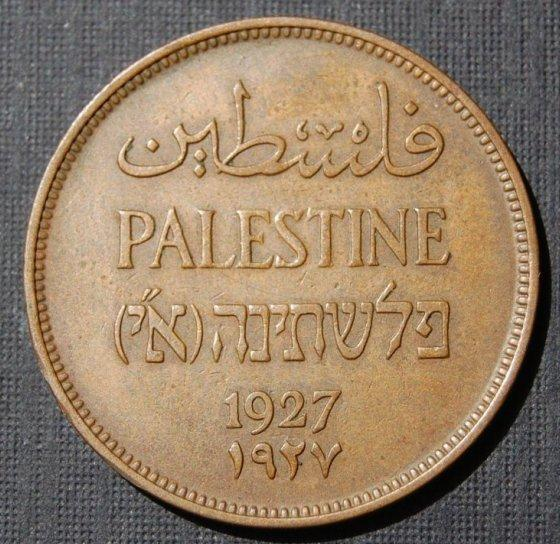
Palestyńska moneta z okresu rządów brytyjskich

Flaga brytyjskiego mandatu Palestyna

Współczesna flaga używana przez Palestyńczyków

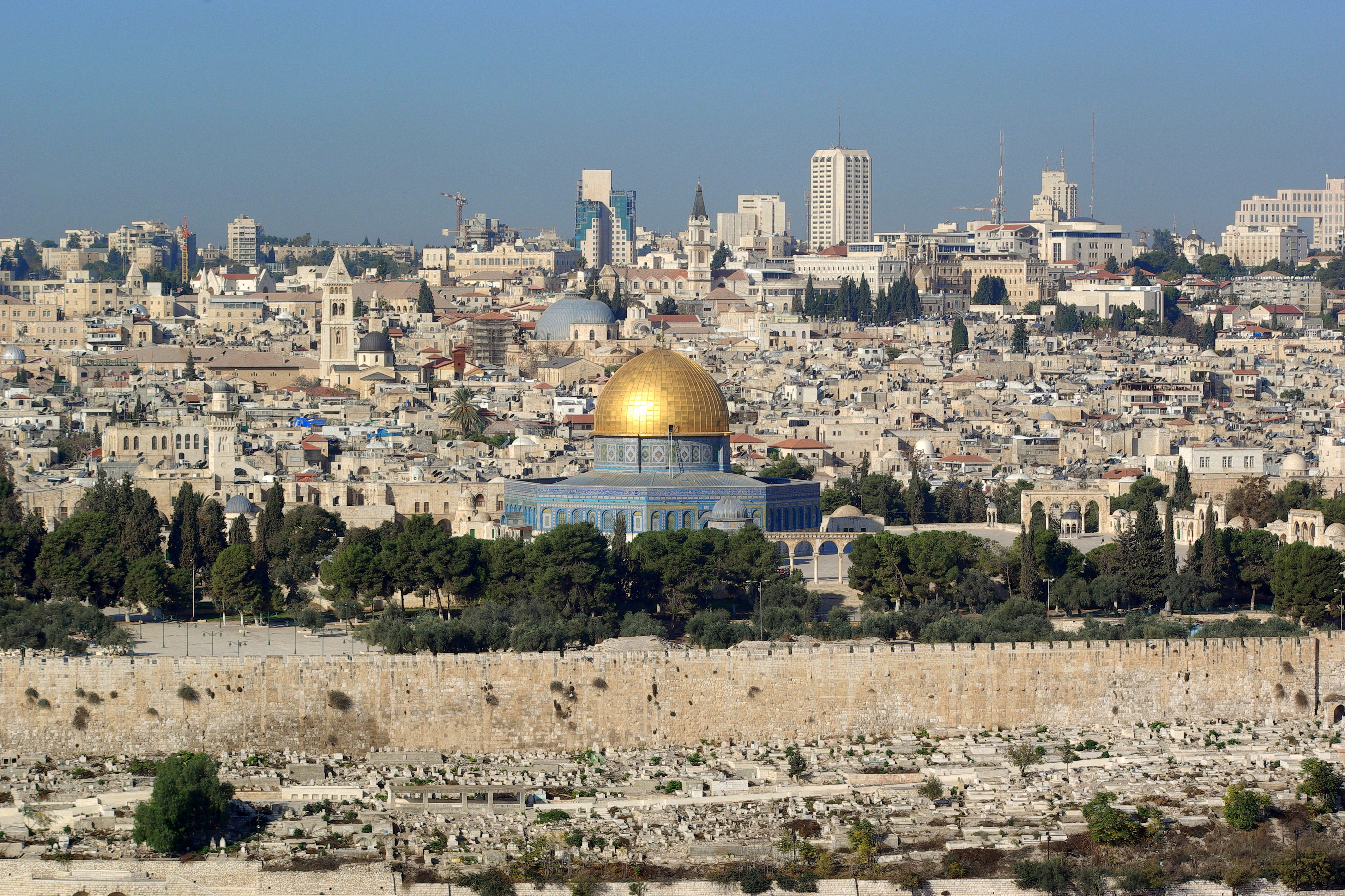
Kopuła na Skale w Jerozolimie

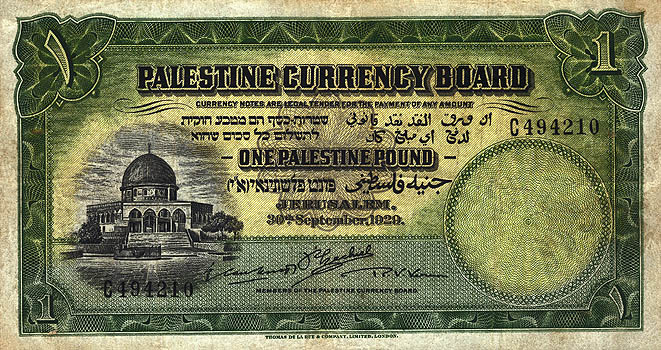
Banknot palestyńskiego funta

Palestyna – region geograficzny w zachodniej Azji. Obejmuje on obszar o różnie określanych granicach. Współcześnie nazwa Palestyna odnoszona jest najczęściej do obszaru terytorium mandatowego Wielkiej Brytanii z lat 1920–1947, odpowiadającego obecnym terytoriom państwa Izrael oraz Strefy Gazy i Zachodniego Brzegu Jordanu (tworzących razem państwo palestyńskie). Terytorium to nie pokrywa się z obszarem Palestyny historycznej, obejmującym północną i środkową część obecnego państwa Izrael oraz zachodnią część Jordanii.

## Nazwa
Nazwa Palestyny pochodzi prawdopodobnie od starożytnych tzw. ludów morza Filistynów, którzy osiedlili się na tereny obecnej Gazy w XII wieku p.n.e. po porażkach w wojnach z Egiptem (wojna z Ramzesem II, po porażce pozwolono im osiedlić się na terenach dzisiejszej Gazy, która wówczas była pod kontrolą Egiptu). W greckiej wersji Palaistínī (stgr. Παλαιστίνη) pojawia się w „Dziejach” Herodota. W roku 135 po brutalnym stłumieniu powstania żydowskiego Bar-Kochby przeciwko rzymskiej okupacji, rzymski cesarz Hadrian zmienił nazwę Judei na Syria Palaestina (Syria Palestyńska). Celem tego było zatarcie żydowskej tożsamości narodowej, cesarz Hadrian chciał osłabić więzi Żydów z ich ziemią, aby uniemożliwić kolejne powstania i bunt przeciwko rzymskiej okupacji Judei. Zmiana nazwy miała na celu wymazanie historycznego związku Żydów z własnym terytorium.

## Historia

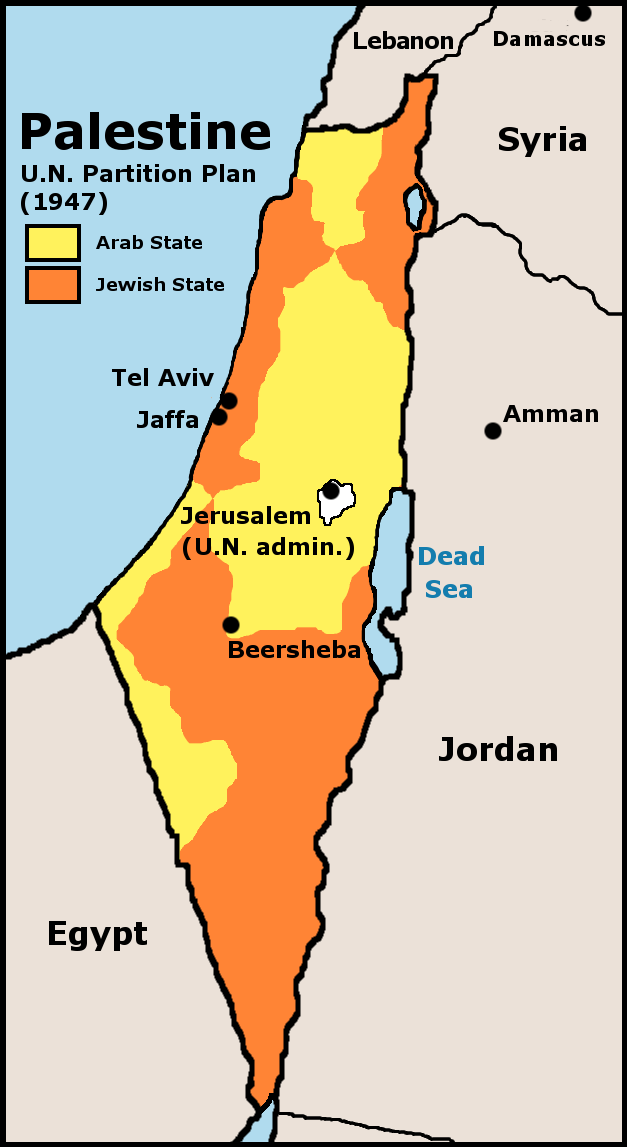
Projekt podziału Palestyny z 1947, na żółto zaznaczone terytoria arabskie, na pomarańczowo żydowskie

W starożytności obecna Palestyna nosiła nazwę Kanaan. Kanaan został zasiedlony w paleolicie. W mezolicie istniały na tym terenie osiedla kultury natufskiej. Od neolitu rozwijały się, tak jak na całym Bliskim Wschodzie, pierwsze miasta (Jerycho). Korzystne położenie geopolityczne Kanaanu w miejscu, gdzie prowadzą szlaki handlowe pomiędzy Afryką, Azją i Europą, powodowało, że region ten był podbijany przez wiele ludów, m.in.: Egipcjan, Hetytów, Hebrajczyków, Filistynów, Asyryjczyków, Arabów, Turków osmańskich, Brytyjczyków i Żydów.
Około 2500 p.n.e. zasiedlona została przez Kananejczyków. Około XIII wieku p.n.e. zaczęły ją przemierzać wędrowne plemiona Hebrajczyków. W XII wieku p.n.e. na jej wybrzeżu osiedlili się Filistyni. Pod koniec XI wieku p.n.e. powstało na jej terytorium królestwo żydowskie, które wkrótce uległo rozbiciu na królestwa: Izrael i Judę. Około 587 p.n.e. Palestyna została podbita przez Babilonię. Od 538 p.n.e. weszła w skład imperium perskiego. W 332 p.n.e. zdobył ją Aleksander Macedoński. Następnie znalazła się pod władzą dynastii Ptolemeuszów, a później dynastii Seleucydów.
Od 63 p.n.e., pod wpływem rzymskim. Judea początkowo otrzymała status państwa sprzymierzonego, lecz od 6 n.e. stała się rzymską prowincją. Powstania żydowskie: pierwsze w latach 66–70 oraz drugie w latach 132–135 zakończyły się klęską i częściowym wypędzeniem Żydów z Palestyny. Od 395 Palestyna stała się częścią cesarstwa wschodniorzymskiego. Stolicą późnostarożytnej Palestyny była Cezarea Nadmorska. W 451, na soborze w Chalkedonie, dzięki staraniom św. Juwenalisa, Jerozolima została podniesiona do rangi piątego patriarchatu, obejmującego Palestynę, Zajordanie i Synaj. W latach 634–640 Palestyna została podbita przez Arabów. Na współczesnym obszarze Palestyny w okresie wczesnomuzułmańskim istniały okręgi wojskowe Palestyny, ze stolicą w Ar-Ramli oraz Jordanu, ze stolicą w Tyberiadzie. W latach 1099–1291 istniało w Palestynie – założone przez krzyżowców – Królestwo Jerozolimskie, które później zdobyli egipscy mamelucy.
W latach 1516–1918 Palestyna wchodziła w skład imperium osmańskiego, nie stanowiąc jednolitej jednostki administracyjnej. Zdobyta przez siły brytyjskie podczas pierwszej wojny światowej stała się w 1920 roku brytyjskim mandatem, pierwotnie wraz z terytorium wydzielonej z niej w 1922 r. Transjordanii. Zainteresowanie Brytyjczyków Palestyną wynikało z położenia blisko Kanału Sueskiego oraz starań działaczy żydowskiego ruchu narodowego, syjonizmu, którzy organizowali imigrację Żydów do Palestyny w nadziei na utworzenie tam własnego państwa narodowego. Dlatego jeszcze w trakcie wojny, w 1917 r. w tzw. deklaracji Balfoura, minister spraw zagranicznych Wielkiej Brytanii wyraził intencję utworzenia w Palestynie narodowej siedziby Żydów, którzy od wieków żyli w większości w diasporze, w samej Palestynie utrzymując ciągłą, lecz minimalną, obecność. Sprzeciwiała się temu, jak również narastającej od schyłku XIX wieku imigracji Żydów, stanowiąca zdecydowaną większość populacji Palestyny ludność pochodzenia arabskiego, wśród której zaczęły narastać antyżydowskie i antybrytyjskie nastroje, objawiające się w antybrytyjskich powstaniach. Opór Arabów skłonił Brytyjczyków do ograniczania imigracji żydowskiej, co jednak zaowocowało w okresie drugiej wojny światowej atakami terrorystycznymi skrajnych organizacji żydowskich.
Tragedia Holokaustu przyspieszyła starania międzynarodowe o stworzenie państwa żydowskiego, zaś spotęgowana nią imigracja Żydów sprawiła, że zaczęli stanowić znaczną część ludności regionu. Nie mogąc pogodzić sprzecznych roszczeń Arabów i Żydów do terytorium Palestyny, Brytyjczycy zdecydowali się przekazać kwestię Palestyny ONZ.
W 1947 roku ONZ przedstawił projekt podziału Palestyny na dwie części: żydowską i arabską, zakładający oddanie ponad połowy terytorium Palestyny państwu żydowskiemu (Izraelowi) oraz umiędzynarodowienie Jerozolimy. Doprowadziło to do wybuchu walk między stroną arabską i żydowską w Palestynie, m.in. do Masakry w Dajr Jasin. W przeddzień wygaśnięcia mandatu brytyjskiego (1948) sąsiednie państwa arabskie: Egipt, Transjordania, Irak, Liban i Syria zaatakowały powstające państwo Izrael, poniosły jednak klęskę. Izrael utrzymał całe przeznaczone dla siebie przez ONZ terytorium, a także zajął zachodnią Jerozolimę i znaczną część ziem przewidzianych dla państwa arabskiego, usuwając przy tym, lub nie zezwalając na powrót zbiegłej przed działaniami wojennymi, autochtonicznej ludności arabskiej. Pozostałą część Palestyny podzieliły między siebie Transjordania, która, po zajęciu Zachodniego Brzegu Jordanu przyjęła niedługo potem nazwę Jordanii, oraz Egipt, który sprawował kontrolę nad Strefą Gazy.
Podczas wojny sześciodniowej w 1967 Izrael zajął całe terytorium Zachodniej Palestyny i zajęte wtedy terytorium utrzymuje do dziś, mimo protestów społeczności międzynarodowej. Na okupowanych terenach, zasiedlanych niezgodnie z prawem międzynarodowym przez Izraelczyków, wybuchły dwa powstania palestyńskie (tzw. intifady), skierowane przeciwko Izraelowi.
Wojska Izraela opuściły strefę Gazy we wrześniu 2005 roku. 20 maja 2011 roku, prezydent USA Barack Obama ogłosił, iż jego zdaniem powołanie państwa palestyńskiego w granicach sprzed 1967 roku doprowadziłoby do pokoju w tym rejonie.